# Lovászi
Lovászi község Zala vármegyében, a Lenti járásban.

## Címere
Arany címerpajzson, zöld dombon ágaskodó ló, amely arra emlékeztet, hogy a település a királyi lovászok lakhelye volt.
A címerben utalást találunk a múltban is meghatározó szőlőtermelésre egy szőlőfürt formájában, ugyanakkor a közelmúlt olajipari kapcsolatára egy fekete sáv utal.

## Fekvése
Letenye és Lenti között fekszik, előbbitől valamivel több, mint húsz, utóbbitól kevesebb, mint tíz kilométerre, a két várost összekötő 7538-as út mentén.

## Története
Lovászi első okleveles említése 1322-ből való, ekkor Louazi alakban írták, ami azt jelenti: „lovászoké”. Neve arra utal, hogy fejedelmi, illetve királyi szolgálónépek lakták. Ez a szervezet a 13. század közepén már felbomlófélben volt. A szakirodalom szerint azok a falvak, melyeknek nevéből is kitűnik, milyen szolgáltatással tartoztak, a legkorábbi alapításúak, vagyis nem kizárt, hogy már I. István király előtt létezhettek. Az oklevélpusztulások következtében írásban csak jóval később említik e falvakat.
1347-ben Lyndwai Miklós és Márton, a Kerka-melléki bán és fiaik a vasvári káptalan jelenlétében visszaállítják a viszálykodás idején lerombolt régi határjeleket. 1399-ben Bánfi László emelt panaszt Bánfi János ellen, hogy Louaz-i birtokáról egy Márk nevű jobbágyot elvittek. 1408-ban királyi ember, Lovászy Nagy Jakab, 1416-ban Lovászy Bálint, 1452-ben Lovászy Elles János nevével találkozhatunk.
1415-ben Luxemburgi Zsigmond Szécsi Miklósnak adományoz bizonyos Lowaz-i részbirtokot: 7 és fél jobbágytelket a Kerka mellett, amelyről azt mondja, hogy “országos szokás szerint jutott a király kezére, s most jogtalan kezek tartják elfoglalva”. 1469-ben Barkóczi Jánosról hallunk. 1513-ban 9 jobbágy portája volt itt Hegyi Istvánnak és Nemes Tamásnak. 1524-ben már az özvegyének itteni jobbágyait említik, akik verekedésbe keverednek. Az ügy kivizsgálására a királyi kúriára idéztetik őket.
1557-ben Barkóczy László hűtlenség folytán elveszítette Lovászi részét, melyet Kerecsényi András kapott meg. A Barkóczy rész leányágon a Bakács család kezére jutott, akik 1715-ig birtokolták. Szintén hűtlenség áldozatai lettek a Hegyiek, akiknek birtokát az alsólendvai Bánffy családból való Bánffy László kapta meg. A Raykiak, akiknek anyjuk Hegyi lány volt, hamarosan aztán mégis visszakapták azt a királytól. Ők 1737-ig voltak birtokosok Lovásziban.
1697-től Jakasics András nevéről hallunk, aki a Bakács család részét vásárolta meg. A Jakasics-féle birtok örököseitől vásárolt területeket Osvald József, mintegy 120 holdat, amelyet 1945-ben földreform keretében felosztottak az itteniek között.
Szintén az 1322-es oklevélen említik Kutfejt is Lovászival együtt. Tudni kell, hogy ebben az időben két Kutfej nevű település létezett. Az egyik Oltárc mellett, amely mára teljesen eltűnt és a Lendvától keletre eső mai Kútfej. Mindkettő a Bánfiak birtoka volt.
Már a 11. században írásos adatok vannak az itteni szőlőtermesztésről. 1512-ben a zágrábi káptalan bortized jegyzetében szerepel a lovászi hegyen tizedfizetők névsora. 1715-ben 532 1/2 vödör tizedbor gyűlt össze a lovászi hegyen, ennek tízszerese volt a bevallott termés. Három nemesi falu: Dedes, Dobri és Lovászi szőlőhegyein ekkor 1205 1/2 vödör tizedbort szedtek be. Ez nem sokkal kevesebb, mint az uradalom Kerkán inneni részén az összes faluk bortizede volt.
Az 1774. évi (dicalis) rovatos adólajstromon a következőket olvashatjuk: (Lovászi) „Vineas habet bonas, bené fimitas et feritiles, vina stabila, et generosa preferentes, ideo ad classem primam”. Magyarul: jó szőlők vannak, jól trágyázottak és termékenyek, jól tartható nemes borokat termelnek, ezért első osztályba sorolva. Ilyen az egész vármegyében csak Keszthely és Badacsonytomaj hegyein fordul elő legközelebb, a szőlők zömét 2-3. osztályba sorolták.
Iparának fejlődése 1940-ben indult meg, amikor a föld mélyén rejtező olajat tárt fel a magyar olajipart megteremtő Magyar-Amerikai Olajipari Részvénytársaság. Előbb Lovászi, majd Kútfej határában is kőolajat és földgázt találtak. A mező felfedezésére 1940-ben került sor az ország akkori első jelentős kőolajmezőjének, a budafai kőolaj- és földgáz-előfordulás megismerése után három évvel. Az első termelő olajkút, L-1 jelű, 1940. december 1-jén állt üzembe. Néhány nappal később, 1940 decemberében már az L-2 és L – 3 jelű kút is termelt. Egy év alatt 22 fúrást mélyítettek és valamennyi sikeres volt, mindet termelésbe lehetett fogni. A termelés lendületesen nőtt, hamarosan felépült az üzem a két falu közé.
Hatására alapvetően megváltozott a környék arculata, a helybeli és a környező falvakban élő emberek élete. Vonzáskörzetének nagyságát jellemzi a Lovászi Kőolajtermelővállalat fénykorának ingázóiról szóló összefoglaló 1960-ban. A helyben dolgozó ipari keresők száma: 1352 fő volt.
Az olajipar megjelenésével a falvak is lassan fejlődtek, a munkaalkalmak növekvő száma miatt. Az olajipar sok, magasan kvalifikált és fegyelmezett munkaerőt igényelt. Nagy számban jöttek ide az ország minden részéből, de helyből és a környéken élők közül is igen sokan helyezkedtek el az „üzem”-ben. A szénhidrogénkincs csökkenésével, majd a rendszerváltás utáni változásokkal a foglalkoztatottak létszáma visszaesett. A több cégre bomlott vállalat mellett jelentős tényező és fejlődő vállalat a korábban kifejezetten csak a női munkaerőt lekötő Color Kft. helyi üzemegysége.
A „kemp”, ahogy az amerikaiak nevezték a lakótelepet, külön világ volt. Lakások és boltok, szociális létesítmények és utak, közvilágítás és gázvezeték – minap még nyomorban élők számára valódi urbanizációs forradalom. A MAORT támogatta az oktatást is, iskolát épített. Az utód vállalatok is nagyon jelentős összegekkel támogatták az óvodát, az általános iskolát, a helyi szakmunkásképzőt (ez később megszűnt).
A lovászi strand 1954 óta évtizedekig szabadidős és sportprogramokkal szolgált. Az 1950-ben átadott Olajbányász Művelődési Ház egy időben a megye legnagyobb kulturális intézménye volt; ma is 32 ezer kötetes könyvtárat, mozit és több klubot működtet.
Bolthálózata jó. Még a MAORT időkben épült a „Kantin”, amelyben étterem, mulató, fagylaltozó, kenyérbolt, húsbolt, ruhabolt, élelmiszerbolt valamint az emeleten leányszálló volt. Jelenleg is itt vannak a szakboltok, italbolt, étterem és szálló.
Az olajtermelés az 1960-as években érte el a maximumot. Akkor több mint 400 kutat fúrtak. Egy időben, Lovásziban volt az olajipar igazgatási központja is. A lovászi olajosok tárták fel és indították be a nagylengyeli mezőt, s az itteni szakemberek bázisát adták az alföldi olajipari szakembergárdának. Amikor a szénhidrogén-termelés csökkenni kezdett, sokan elköltöztek a dinamikusabban fejlődő területekre. Ez a folyamat felgyorsult a rendszerváltás után, amikor a korábban egységes olajipari vállalat felbomlása után egymással kooperáló részekre bomlott.
Az átalakulással egyidőben a helyi és környékbeli munkalehetőségek erősen megváltoztak. Korábban a fő munkaadó az olajipar volt. Saját autóbuszokkal hordta a munkavállalókat mintegy 15 km-es körzetből. Olyan nagy volt a munkaerőfelvevő hatása, hogy a községben mezőgazdasági tevékenység szinte nem folyt. Ebben közrejátszott az is, hogy a legjobb fekvésű területeket az olajkutak és vezetékeik gyakorlatilag művelhetetlenné tették. A '70-es években a dolgozók létszáma 1200 fő volt, ami ettől kezdve állandó csökkenést mutatott. 1984-ben már csak 604 főt foglalkoztatott az olajipar. Ebben az időben még viszonylag jól működött a mintegy 60 varrónőt foglalkoztató COLOR varroda is. Mára a munkalehetőségek jelentősen megcsappantak. Legjelentősebb foglalkoztatóként az OILTECH Kft. jelent meg, amely a volt olajipari telephelyen folytat vasipari tevékenységet, zömében az olajipar megrendelésére hazánkban, de egyre nagyobb mértékben jelenik meg a nemzetközi piacokon is. A foglalkoztatotti létszáma évek óta 120 fő körül alakul. Alakultak faipari vállalkozások is, de a létszámigényük nem éri el a 10 főt.

## Közélete

### Polgármesterei
- 1990–1994: Tóth Sándor (független)[3]
- 1994–1998: Tóth Sándor (független)[4]
- 1998–2002: Tóth Sándor (független)[5]
- 2002–2006: Boa Sándor (független)[6]
- 2006–2010: Léránt Ferenc (független)[7]
- 2010–2014: Léránt Ferenc (független)[8]
- 2014–2019: Léránt Ferenc (független)[9]
- 2019–2024: Kovács Ferenc (független)[10]
- 2024– : Jánosi Zsuzsanna (független)[1]

## Népesség
A település népességének változása:
| Lakosok száma | 1242 | 1220 | 1194 | 1196 | 1144 | 1130 | 1090 |
|               | 2013 | 2014 | 2015 | 2021 | 2022 | 2023 | 2024 |

A 2011-es népszámlálás idején a nemzetiségi megoszlás a következő volt: magyar 88,5%, cigány 8,6%, német 1,36%, szlovén 0,6%. A lakosok 68%-a római katolikusnak, 1% reformátusnak, 5,2% felekezeten kívülinek vallotta magát (24,8% nem nyilatkozott).
2022-ben a lakosság 87%-a vallotta magát magyarnak, 5,2% cigánynak, 0,9% szlovénnek, 0,7% németnek, 0,3% ukránnak, 0,1% bolgárnak, 0,1% horvátnak, 1,5% egyéb, nem hazai nemzetiségűnek (13% nem nyilatkozott; a kettős identitások miatt a végösszeg nagyobb lehet 100%-nál). Vallásuk szerint 46,9% volt római katolikus, 0,7% református, 0,3% evangélikus, 0,3% görög katolikus, 0,9% egyéb keresztény, 1,2% egyéb katolikus, 9% felekezeten kívüli (40,4% nem válaszolt).

## Nevezetességei
- Fa harangláb és út menti kereszt a Kútfej községrészben.
- Felújított római katolikus templom
- Felújított Szent Család-szobor a temető mellett
- Olajipari emlékhely L-1 számú kút
- Olajipari emlékhely Lt-3 számú tankállomás
- Szent Hubertus-szobor a templomkertben (alkotója: Palaics Gábor)
- Lovászi Strandfürdő
- Szúnyogkemp – Sporttelep
- Légoltalmi Óvóhely
- Bunkerek

## A település az irodalomban
- Érintőlegesen szerepel a település Bödőcs Tibor humorista első regényében, a zalai vidéki helyszínek sokaságát felvillantó Meg se kínáltak című kötetben (a 26. fejezetben).